# Muscolo medio gluteo
Il muscolo medio gluteo (Gluteus medius) è posto profondamente al grande gluteo. Presenta una forma appiattita e triangolare ed è innervato dal nervo gluteo superiore.

## Origine ed inserzione
Origina dalla fascia glutea, dalla cresta iliaca, dal tratto dell'osso coxale compreso tra le linee glutee anteriore e posteriore e dalla spina iliaca postero-superiore. Si inserisce sulla faccia esterna del grande trocantere del femore.

## Azione
- Il muscolo medio gluteo abduce la coscia: con i fasci anteriori la ruota internamente, con i fasci posteriori esternamente.
- Estende ed inclina lateralmente il bacino quando prende punto fisso sul femore.
- La contrazione bilaterale contribuisce al mantenimento dell'equilibrio nella stazione eretta.

## Innervazione
Come il piccolo gluteo e il tensore della fascia lata, il muscolo medio gluteo è innervato da nervo gluteo superiore (L4,L5,S1).

## Vascolarizzazione
Analogamente al piccolo gluteo e al tensore della fascia lata, il muscolo medio gluteo è vascolarizzato dal ramo profondo dell'arteria glutea superiore.